# Liaoximordella hongi
Liaoximordella hongi là một loài bọ cánh cứng trong họ Mordellidae. Loài này được Wang miêu tả khoa học năm 1993.